# 비사실적 렌더링

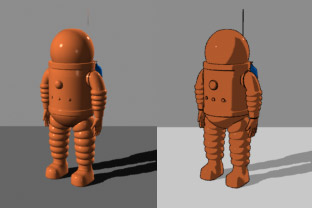
왼쪽은 일반 셰이더, 오른쪽은 셀 셰이딩을 사용한 NPR 셰이더이다.

비사실적 렌더링(非寫實的-, Non-photorealistic rendering, NPR)은 컴퓨터 그래픽스의 한 영역으로 사실적인 렌더링 이외의 다양한 표현 양식을 다룬다. 사실주의에 초점을 맞추었던 기존의 방식과는 달리, NPR은 회화나 드로잉, 도해, 만화 같은 인공적인 양식에 영향을 받는다. 자주 등장하는 예로 만화 같은 그림을 묘사하는 비디오 게임이나 영화에서 사용하는 툰 셰이딩이 있다.